# Maria de los Dolores di Borbone-Due Sicilie
Principessa María de los Dolores Victoria Felipa María de las Mercedes Luisa Carlota Eugenia y Todos los Santos di Borbone-Due Sicilie (Madrid, 15 novembre 1909 – Madrid, 11 maggio 1996) fu membro per nascita di Casa di Borbone-Due Sicilie e del nobile casato polacco dei Czartoryski attraverso il suo matrimonio con Augustyn Józef Czartoryski. Maria Dolores era anche una zia di Juan Carlos I di Spagna figlio di sua sorella Maria Mercedes.

## Biografia

### Infanzia

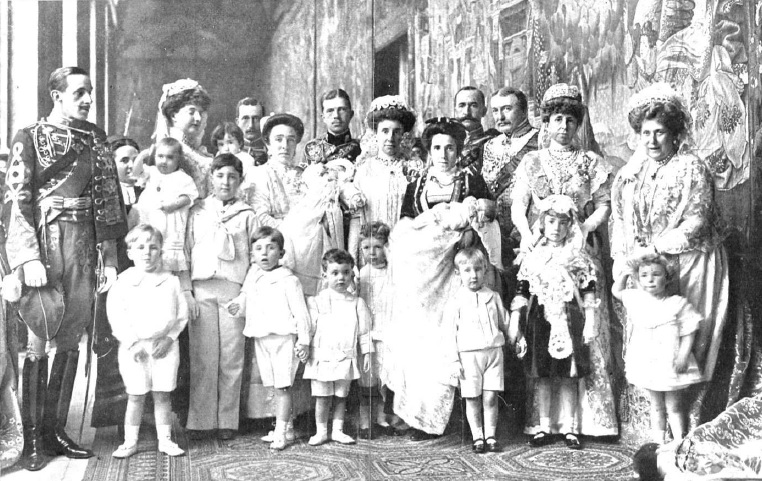
Maria Dolores in giovane età al battesimo di Maria Cristina di Borbone-Spagna

Era una delle figlie del Principe Carlo Tancredi di Borbone-Due Sicilie e di sua moglie la Principessa Luisa d'Orléans.

### Primo matrimonio

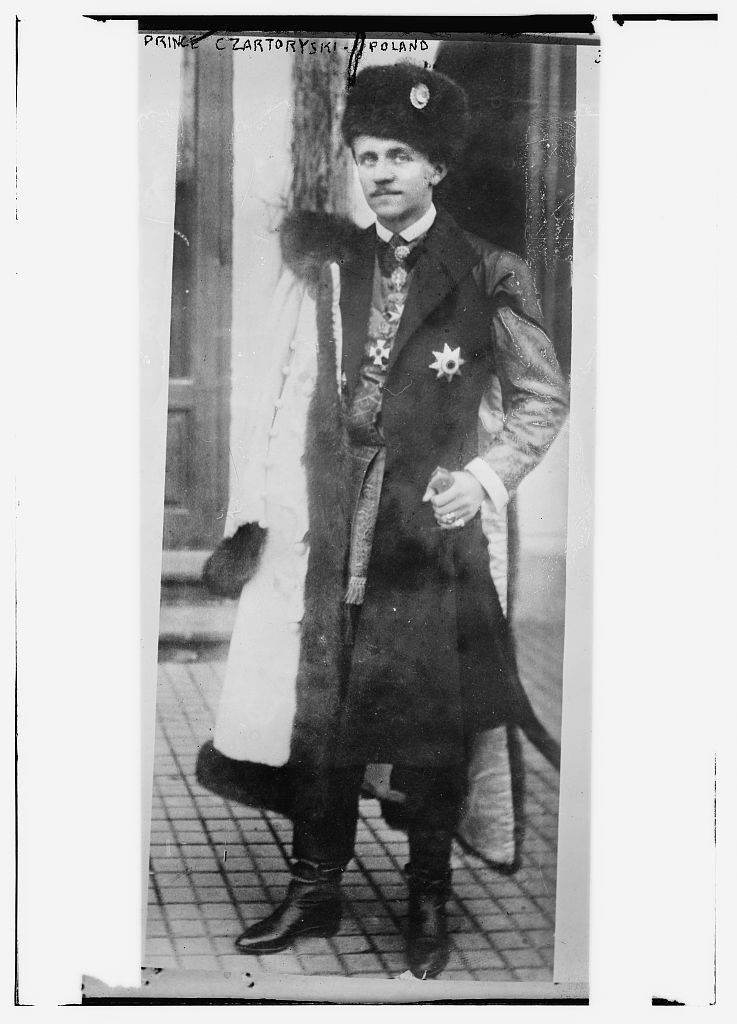
Adam Ludwik Czartoryski

Maria Dolores sposò il Principe Augustyn Józef Czartoryski, figlio del Principe Adam Ludwik Czartoryski e di sua moglie Maria Ludwika Krasińska, il 12 agosto 1937 ad Ouchy in Svizzera.

### Secondo matrimonio
Dopo la morte del suo secondo figlio e suo marito, entrambi nel 1946, Maria de los Dolores si risposò con Don Carlos Chias Osorio Sciti Ossorio a Siviglia il 29 dicembre del 1950. Non ebbe figli da questo matrimonio. Risiedette nella città di Dos Hermanas, in una fattoria chiamata "Giardino della Principessa". Rimasero lì fino a quando si trasferirono definitivamente a Madrid.

### Morte
Maria de los Dolores morì l'11 maggio 1996 a Madrid.

## Discendenza
Maria Dolores e Augustyn Józef Czartoryski ebbero due figli:
- Principe Adam Karol Czartoryski (nato il 2 gennaio 1940)
- Principe Ludwik Piotr Czartoryski (13 marzo 1945 - 3 maggio 1946)

## Titoli e trattamento
- 15 novembre 1909 - 12 agosto 1937: Sua Altezza Reale, Principessa Doña María de los Dolores delle Due Sicilie
- 12 agosto 1937 - 29 dicembre 1950: Sua Altezza Reale, Principessa Doña María de los Dolores Czartoryska, Principessa di Borbone-Due Sicilie
- 29 dicembre 1950 - 11 maggio 1996: Sua Altezza Reale, Principessa María de los Dolores, Signora Carlos Chias Osorio, Principessa di Borbone-Due Sicilie

## Ascendenza
|                                                     |                              |                                       | Genitori                                   |  |  | Nonni |  |  | Bisnonni                        |  |  | Trisnonni                     |  |
|                                                     |                              |                                       |                                            |  |  |       |  |  | Ferdinando II delle Due Sicilie |  |  | Francesco I delle Due Sicilie |  |
|                                                     |                              |                                       |                                            |  |  |       |  |  | Ferdinando II delle Due Sicilie |  |  | Francesco I delle Due Sicilie |  |
|                                                     |                              | Maria Isabella di Borbone-Spagna      |                                            |  |  |       |  |  | Ferdinando II delle Due Sicilie |  |  |                               |  |
| Alfonso di Borbone-Due Sicilie                      |                              |                                       |                                            |  |  |       |  |  | Ferdinando II delle Due Sicilie |  |  |                               |  |
|                                                     |                              | Maria Teresa d'Asburgo-Teschen        | Carlo d'Asburgo-Teschen                    |  |  |       |  |  |                                 |  |  |                               |  |
|                                                     |                              | Maria Teresa d'Asburgo-Teschen        | Carlo d'Asburgo-Teschen                    |  |  |       |  |  |                                 |  |  |                               |  |
|                                                     |                              | Maria Teresa d'Asburgo-Teschen        | Enrichetta di Nassau-Weilburg              |  |  |       |  |  |                                 |  |  |                               |  |
| Carlo Tancredi di Borbone-Due Sicilie               |                              | Maria Teresa d'Asburgo-Teschen        |                                            |  |  |       |  |  |                                 |  |  |                               |  |
|                                                     |                              | Principe Francesco, Conte di Trapani  | Francesco I delle Due Sicilie              |  |  |       |  |  |                                 |  |  |                               |  |
|                                                     |                              | Principe Francesco, Conte di Trapani  | Francesco I delle Due Sicilie              |  |  |       |  |  |                                 |  |  |                               |  |
|                                                     |                              | Principe Francesco, Conte di Trapani  | Maria Isabella di Borbone-Spagna           |  |  |       |  |  |                                 |  |  |                               |  |
| Principessa Maria Antonietta di Borbone-Due Sicilie |                              | Principe Francesco, Conte di Trapani  |                                            |  |  |       |  |  |                                 |  |  |                               |  |
|                                                     |                              | Arciduchessa Maria Isabella d'Austria | Leopoldo II, Granduca di Toscana           |  |  |       |  |  |                                 |  |  |                               |  |
|                                                     |                              | Arciduchessa Maria Isabella d'Austria | Leopoldo II, Granduca di Toscana           |  |  |       |  |  |                                 |  |  |                               |  |
|                                                     |                              | Arciduchessa Maria Isabella d'Austria | Maria Antonia di Borbone-Due Sicilie       |  |  |       |  |  |                                 |  |  |                               |  |
| Maria Dolores di Borbone-Due Sicilie                |                              | Arciduchessa Maria Isabella d'Austria |                                            |  |  |       |  |  |                                 |  |  |                               |  |
|                                                     | Ferdinando Filippo d'Orléans | Luigi Filippo di Francia              |                                            |  |  |       |  |  |                                 |  |  |                               |  |
|                                                     | Ferdinando Filippo d'Orléans | Luigi Filippo di Francia              |                                            |  |  |       |  |  |                                 |  |  |                               |  |
|                                                     | Ferdinando Filippo d'Orléans | Maria Amalia di Borbone-Due Sicilie   |                                            |  |  |       |  |  |                                 |  |  |                               |  |
| Luigi Filippo Alberto d'Orléans                     | Ferdinando Filippo d'Orléans |                                       |                                            |  |  |       |  |  |                                 |  |  |                               |  |
|                                                     |                              | Elena di Meclemburgo-Schwerin         | Federico Ludovico di Meclemburgo-Schwerin  |  |  |       |  |  |                                 |  |  |                               |  |
|                                                     |                              | Elena di Meclemburgo-Schwerin         | Federico Ludovico di Meclemburgo-Schwerin  |  |  |       |  |  |                                 |  |  |                               |  |
|                                                     |                              | Elena di Meclemburgo-Schwerin         | Carolina Luisa di Sassonia-Weimar-Eisenach |  |  |       |  |  |                                 |  |  |                               |  |
| Luisa d'Orléans                                     |                              | Elena di Meclemburgo-Schwerin         |                                            |  |  |       |  |  |                                 |  |  |                               |  |
|                                                     |                              | Antonio d'Orléans                     | Luigi Filippo di Francia                   |  |  |       |  |  |                                 |  |  |                               |  |
|                                                     |                              | Antonio d'Orléans                     | Luigi Filippo di Francia                   |  |  |       |  |  |                                 |  |  |                               |  |
|                                                     |                              | Antonio d'Orléans                     | Maria Amalia di Borbone-Due Sicilie        |  |  |       |  |  |                                 |  |  |                               |  |
| Maria Isabella d'Orléans                            |                              | Antonio d'Orléans                     |                                            |  |  |       |  |  |                                 |  |  |                               |  |
|                                                     |                              | Luisa Ferdinanda di Borbone-Spagna    | Ferdinando VII di Spagna                   |  |  |       |  |  |                                 |  |  |                               |  |
|                                                     |                              | Luisa Ferdinanda di Borbone-Spagna    | Ferdinando VII di Spagna                   |  |  |       |  |  |                                 |  |  |                               |  |
|                                                     |                              | Luisa Ferdinanda di Borbone-Spagna    | Maria Cristina di Borbone-Due Sicilie      |  |  |       |  |  |                                 |  |  |                               |  |
|                                                     |                              | Luisa Ferdinanda di Borbone-Spagna    |                                            |  |  |       |  |  |                                 |  |  |                               |  |